# Major League Soccer 2015
Navigation
Édition précédente Édition suivante
La Major League Soccer 2015 est la 20e saison de la Major League Soccer, le championnat professionnel de soccer d'Amérique du Nord. Elle est composée de vingt équipes (17 des États-Unis et 3 du Canada) avec l'ajout d'une équipe à New York (New York City FC), et Orlando (Orlando City SC) et la disparition d'une équipe à Los Angeles (Chivas USA). Cette dernière franchise devrait être remplacée par le Los Angeles Football Club à partir de la saison 2017, en même temps que deux nouvelles franchises, l'une à Atlanta et l'autre à Miami (qui n'ont pas encore de nom).
Trois des quatre places qualificatives des États-Unis pour la Ligue des champions de la CONCACAF 2016-2017 y sont attribuées : au vainqueur du Supporters' Shield et de l'autre association et au vainqueur de la Coupe de la Major League Soccer, tandis que la quatrième place est attribuée au vainqueur de la Lamar Hunt US Open Cup.
La saison régulière débute le 7 mars et se termine le 25 octobre. Les séries éliminatoires ont lieu dans la foulée.

## Changements par rapport à 2014
- 12 équipes participent aux séries éliminatoires contre 10 la saison précédente[1].
- Orlando City SC et le New York City FC intègrent le championnat, tandis que le Chivas USA cesse ses opérations[2].
- New York City et Orlando intègrent la conférence Est tandis que le Dynamo de Houston et le Sporting de Kansas City quittent cette conférence pour intégrer la conférence Ouest[2].

## Franchises participantes

### Carte
| Rapids du · Colorado FC Dallas Sporting de · Kansas City Dynamo de Houston Galaxy de Los Angeles Real Salt Lake Earthquakes de · San Jose Sounders FC de Seattle Timbers de Portland Whitecaps de Vancouver Fire de Chicago Crew SC de Columbus D.C. United Impact de Montréal Revolution de la · Nlle-Angleterre Orlando City SC Union de Philadelphie Red Bulls de New York New York · City FC Toronto FC |

| Association de l'Ouest - Rapids du Colorado - FC Dallas - Dynamo de Houston - Sporting de Kansas City - Galaxy de Los Angeles - Timbers de Portland - Real Salt Lake - Earthquakes de San Jose - Sounders FC de Seattle - Whitecaps de Vancouver | Association de l'Est - Fire de Chicago - Crew SC de Columbus - D.C. United - Impact de Montréal - Orlando City SC (N) - New York City FC (N) - Revolution de la Nouvelle-Angleterre - Red Bulls de New York - Union de Philadelphie - Toronto FC |

### Stades
| Fire de Chicago   | Rapids du Colorado         | Crew SC de Columbus | FC Dallas         | D.C. United       |
| ----------------- | -------------------------- | ------------------- | ----------------- | ----------------- |
| Toyota Park       | Dick's Sporting Goods Park | Mapfre Stadium      | Toyota Stadium    | RFK Stadium       |
| Capacité : 20 000 | Capacité : 19 680          | Capacité : 20 455   | Capacité : 21 193 | Capacité : 45 596 |
|                   |                            |                     |                   |                   |

| Dynamo de Houston    | Galaxy de Los Angeles | Impact de Montréal | New York City Football Club | Red Bulls de New York |
| -------------------- | --------------------- | ------------------ | --------------------------- | --------------------- |
| BBVA Compass Stadium | StubHub Center        | Stade Saputo       | Yankee Stadium              | Red Bull Arena        |
| Capacité : 22 000    | Capacité : 27 000     | Capacité : 20 341  | Capacité : 50 291           | Capacité : 25 189     |
|                      |                       |                    |                             |                       |

| Orlando City SC   | Revolution de la Nouvelle-Angleterre | Union de Philadelphie | Timbers de Portland | Real Salt Lake    |
| ----------------- | ------------------------------------ | --------------------- | ------------------- | ----------------- |
| Citrus Bowl       | Gillette Stadium                     | PPL Park              | Providence Park     | Rio Tinto Stadium |
| Capacité : 65 438 | Capacité : 68 000                    | Capacité : 18 500     | Capacité : 20 323   | Capacité : 20 008 |
|                   |                                      |                       |                     |                   |

| Earthquakes de San Jose | Sounders FC de Seattle | Sporting de Kansas City | Toronto FC        | Whitecaps de Vancouver |
| ----------------------- | ---------------------- | ----------------------- | ----------------- | ---------------------- |
| Avaya Stadium           | CenturyLink Field      | Sporting Park           | BMO Field         | BC Place               |
| Capacité : 18 000       | Capacité : 67 000      | Capacité : 18 467       | Capacité : 30 000 | Capacité : 21 000      |
|                         |                        |                         |                   |                        |

### Entraîneurs et capitaines
Durant l'intersaison, Mark Watson est licencié des Earthquakes de San José où il est remplacé par Dominic Kinnear. Ce dernier quitte donc le Dynamo de Houston où il est remplacé par Owen Coyle. Mike Petke est licencié des Red Bulls de New Tork et est remplacé par Jesse Marsch
| Équipe                               | Entraîneur                                    | Capitaine                     |
| ------------------------------------ | --------------------------------------------- | ----------------------------- |
| Fire de Chicago                      | Frank Yallop Brian Bliss (20/09/15, intérim)  | Jeff Larentowicz              |
| Rapids du Colorado                   | Pablo Mastroeni                               | Drew Moor                     |
| Crew SC de Columbus                  | Gregg Berhalter                               | Michael Parkhurst             |
| D.C. United                          | Ben Olsen                                     | Bobby Boswell                 |
| FC Dallas                            | Óscar Pareja                                  | Matt Hedges                   |
| Dynamo de Houston                    | Owen Coyle                                    | Brad Davis                    |
| Galaxy de Los Angeles                | Bruce Arena                                   | Robbie Keane                  |
| Impact de Montréal                   | Frank Klopas Mauro Biello (30/08/15, intérim) | Patrice Bernier               |
| Revolution de la Nouvelle-Angleterre | Jay Heaps                                     | José Gonçalves Jermaine Jones |
| New York City Football Club          | Jason Kreis                                   | David Villa                   |
| Red Bulls de New York                | Jesse Marsch                                  | Dax McCarty                   |
| Orlando City Soccer Club             | Adrian Heath                                  | Kaká                          |
| Union de Philadelphie                | Jim Curtin                                    | Maurice Edu                   |
| Timbers de Portland                  | Caleb Porter                                  | Will Johnson                  |
| Real Salt Lake                       | Jeff Cassar                                   | Kyle Beckerman                |
| Earthquakes de San Jose              | Dominic Kinnear                               | Chris Wondolowski             |
| Sounders FC de Seattle               | Sigi Schmid                                   | Brad Evans                    |
| Sporting de Kansas City              | Peter Vermes                                  | Matt Besler                   |
| Toronto FC                           | Greg Vanney                                   | Michael Bradley               |
| Whitecaps de Vancouver               | Carl Robinson                                 | Pedro Morales Flores          |

## Format de la compétition
Les 20 équipes sont réparties en 2 associations : Association de l'Ouest (10 équipes) et l'Association de l'Est (10 équipes).
Toutes les équipes disputent 34 rencontres dans un format non balancé plaçant une plus grande importance aux matchs entre les équipes d'une même Association.
Les rencontres se répartissent comme suit :
- 3 matchs (deux à domicile et un à l'extérieur) contre trois équipes de son association
- 3 matchs (un à domicile et deux à l'extérieur) contre trois équipes de son association
- 2 matchs (un à domicile et un à l'extérieur) contre trois équipes de son association
- 1 match à domicile contre cinq équipes de l'association opposée
- 1 match à l'extérieur contre cinq équipes de l'association opposée

Les deux meilleures équipes de chaque association sont qualifiées pour les demi-finales d'associations. Les équipes finissant entre la troisième et la sixième place dans chaque association s'affrontent dans un match éliminatoire de premier tour. L'équipe la moins bien classée affrontera en demi-finales d'association, le premier de son association.
En cas d'égalité, les critères suivants départagent les équipes :
1. Nombre de victoires
2. Différence de buts générale
3. Nombre de buts marqués
4. Classement du fair-play
5. Nombre de buts marqués à l'extérieur
6. Différence de buts à l'extérieur
7. Tirage à la pièce

## Saison régulière

### Classements des conférences Ouest et Est
| Rang | Équipe                    | Pts | J  | G  | N  | P  | Bp | Bc | Diff |
| ---- | ------------------------- | --- | -- | -- | -- | -- | -- | -- | ---- |
| 1    | FC Dallas                 | 60  | 34 | 18 | 6  | 10 | 52 | 39 | +13  |
| 2    | Whitecaps de Vancouver    | 53  | 34 | 16 | 5  | 13 | 45 | 36 | +9   |
| 3    | Timbers de Portland       | 53  | 34 | 15 | 8  | 11 | 41 | 39 | +2   |
| 4    | Sounders FC de Seattle    | 51  | 34 | 15 | 6  | 13 | 44 | 36 | +8   |
| 5    | Galaxy de Los Angeles T   | 51  | 34 | 14 | 9  | 11 | 56 | 46 | +10  |
| 6    | Sporting de Kansas City C | 51  | 34 | 14 | 9  | 11 | 48 | 45 | +3   |
| 7    | Earthquakes de San José   | 47  | 34 | 13 | 8  | 13 | 41 | 39 | +2   |
| 8    | Dynamo de Houston         | 42  | 34 | 11 | 9  | 14 | 42 | 49 | -7   |
| 9    | Real Salt Lake            | 41  | 34 | 11 | 8  | 15 | 38 | 48 | -10  |
| 10   | Rapids du Colorado        | 37  | 34 | 9  | 10 | 15 | 33 | 43 | -10  |

| Rang | Équipe                               | Pts | J  | G  | N | P  | Bp | Bc | Diff |
| ---- | ------------------------------------ | --- | -- | -- | - | -- | -- | -- | ---- |
| 1    | Red Bulls de New York                | 60  | 34 | 18 | 6 | 10 | 62 | 43 | +19  |
| 2    | Crew SC de Columbus                  | 53  | 34 | 15 | 8 | 11 | 58 | 53 | +5   |
| 3    | Impact de Montréal                   | 51  | 34 | 15 | 6 | 13 | 48 | 44 | +4   |
| 4    | D.C. United                          | 51  | 34 | 15 | 6 | 13 | 43 | 45 | -2   |
| 5    | Revolution de la Nouvelle-Angleterre | 50  | 34 | 14 | 8 | 12 | 48 | 47 | +1   |
| 6    | Toronto FC                           | 49  | 34 | 15 | 4 | 15 | 58 | 58 | 0    |
| 7    | Orlando City SC                      | 44  | 34 | 12 | 8 | 14 | 46 | 56 | -10  |
| 8    | New York City FC                     | 37  | 34 | 10 | 7 | 17 | 49 | 58 | -9   |
| 9    | Union de Philadelphie                | 37  | 34 | 10 | 7 | 17 | 42 | 55 | -13  |
| 10   | Fire de Chicago                      | 30  | 34 | 8  | 6 | 20 | 43 | 58 | -15  |

- MLS Supporters' Shield, et qualifications automatiques pour les demi-finales de conférence et la Ligue des champions de la CONCACAF 2016-2017
- Franchise directement qualifiée pour les demi-finales de conférence et la Ligue des champions de la CONCACAF 2016-2017
- Franchise directement qualifiée pour les demi-finales de conférence
- Qualification qualifiée pour le premier tour des séries éliminatoires

T : Tenant du titre

C : Vainqueur de la Lamar Hunt US Open Cup 2015 et qualification pour la Ligue des champions de la CONCACAF 2016-2017

### Résultats

#### Matchs inter-conférences
| Résultats (▼dom., ►ext.)                                   | CHI | COL | CLB | DC  | DAL | HOU | LA  | MTL | NYC | NE  | NYR | ORL | PHI | POR | RSL | SJ  | SEA | SKC | TOR | VAN |
| Fire de Chicago                                            |     | 0-1 |     |     | 2-0 |     |     |     |     |     |     |     |     |     | 1-2 |     | 1-0 |     |     | 0-1 |
| Rapids du Colorado                                         |     |     | 1-2 | 1-1 |     |     |     | 0-1 | 0-0 | 0-2 |     |     |     |     |     |     |     |     |     |     |
| Crew SC de Columbus                                        |     |     |     |     | 0-3 |     | 1-1 |     |     |     |     |     |     | 1-2 |     |     | 3-2 | 3-2 |     |     |
| D.C. United                                                |     |     |     |     |     | 1-1 | 1-0 |     |     |     |     |     |     |     | 6-4 | 0-2 |     | 1-1 |     |     |
| FC Dallas                                                  |     |     |     | 2-1 |     |     |     |     | 2-1 | 3-0 | 0-0 |     |     |     |     |     |     |     | 3-2 |     |
| Dynamo de Houston                                          | 1-1 |     | 1-0 |     |     |     |     | 3-0 |     |     | 4-2 | 0-1 |     |     |     |     |     |     |     |     |
| Galaxy de Los Angeles                                      | 2-0 |     |     |     |     |     |     | 0-0 | 5-1 |     |     |     | 5-1 |     |     |     |     |     | 4-0 |     |
| Impact de Montréal                                         |     |     |     |     | 2-1 |     |     |     |     |     |     |     |     | 1-2 | 4-1 |     | 1-0 |     |     | 2-1 |
| New York City FC                                           |     |     |     |     |     | 1-1 |     |     |     |     |     |     |     | 0-1 |     | 3-2 | 1-3 | 0-1 |     |     |
| Revolution de la Nouvelle-Angleterre                       |     |     |     |     |     | 2-0 | 2-2 |     |     |     |     |     |     |     | 4-0 | 2-1 |     |     |     | 1-2 |
| Red Bulls de New York                                      |     | 1-1 |     |     |     |     | 1-1 |     |     |     |     |     |     |     | 1-0 | 2-0 |     |     |     | 1-2 |
| Orlando City SC                                            |     | 2-0 |     |     | 0-2 |     | 4-0 |     |     |     |     |     |     |     |     |     |     | 3-1 |     | 0-1 |
| Union de Philadelphie                                      |     | 0-0 |     |     | 0-2 | 2-0 |     |     |     |     |     |     |     | 3-0 |     |     | 1-0 |     |     |     |
| Timbers de Portland                                        | 1-0 |     |     | 1-0 |     |     |     |     |     | 2-0 | 0-2 | 0-2 |     |     |     |     |     |     |     |     |
| Real Salt Lake                                             |     |     | 2-2 |     |     |     |     |     | 2-0 |     |     | 1-1 | 3-3 |     |     |     |     |     | 2-1 |     |
| Earthquakes de San José                                    | 2-1 |     | 2-0 |     |     |     |     | 1-1 |     |     |     | 1-1 | 1-2 |     |     |     |     |     |     |     |
| Sounders FC de Seattle                                     |     |     |     | 1-0 |     |     |     |     |     | 3-0 | 2-1 | 4-0 |     |     |     |     |     |     | 2-1 |     |
| Sporting de Kansas City                                    | 1-0 |     |     |     |     |     |     | 2-1 |     | 4-2 | 1-1 |     | 3-2 |     |     |     |     |     |     |     |
| Toronto FC                                                 |     | 3-1 |     |     |     | 1-2 |     |     |     |     |     |     |     | 1-0 |     | 3-1 |     | 1-3 |     |     |
| Whitecaps de Vancouver                                     |     |     | 2-2 | 1-2 |     |     |     |     | 1-2 |     |     |     | 3-0 |     |     |     |     |     | 1-3 |     |
| - Victoire à domicile - Match nul - Victoire à l'extérieur |     |     |     |     |     |     |     |     |     |     |     |     |     |     |     |     |     |     |     |     |

#### Matchs intra-conférences

##### Conférence de l'Ouest
| Résultats (▼dom., ►ext.)                                   | COL | DAL | HOU | LA  | POR | RSL | SJ  | SEA | SKC | VAN | COL | DAL | HOU | LA  | POR | RSL | SJ  | SEA | SKC | VAN |
| Rapids du Colorado                                         |     | 1-1 | 2-1 | 1-3 | 1-2 | 3-1 | 1-1 | 1-3 | 2-1 | 1-0 |     | 1-1 |     |     |     | 1-2 |     |     |     | 2-1 |
| FC Dallas                                                  | 0-4 |     | 2-0 | 2-1 | 4-1 | 2-0 | 1-0 | 0-0 | 3-1 | 2-0 |     |     | 4-1 | 1-2 |     |     | 2-1 |     |     |     |
| Dynamo de Houston                                          | 0-0 | 1-4 |     | 3-0 | 3-1 | 1-3 | 0-1 | 1-1 | 4-4 | 2-0 | 3-2 |     |     |     |     |     | 2-1 |     | 1-0 |     |
| Galaxy de Los Angeles                                      | 1-1 | 3-2 | 1-1 |     | 5-0 | 1-0 | 5-2 | 1-0 | 2-1 | 0-1 |     |     | 1-0 |     | 2-5 |     |     | 3-1 |     |     |
| Timbers de Portland                                        | 4-1 | 3-1 | 2-0 | 2-2 |     | 0-0 | 1-0 | 4-1 | 0-0 | 0-0 |     |     | 2-2 |     |     |     |     |     | 0-1 | 1-1 |
| Real Salt Lake                                             | 0-0 | 0-1 | 2-0 | 0-0 | 3-1 |     | 1-1 | 2-0 | 2-1 | 0-1 |     |     |     | 3-0 | 0-1 |     |     |     | 2-1 |     |
| Earthquakes de San José                                    | 1-0 | 0-0 | 0-2 | 3-1 | 0-0 | 0-1 |     | 1-1 | 1-0 | 1-0 |     |     |     | 1-0 |     | 1-0 |     |     |     | 1-1 |
| Sounders FC de Seattle                                     | 1-0 | 3-0 | 1-0 | 1-1 | 1-0 | 3-1 | 2-3 |     | 0-0 | 0-3 | 0-1 |     |     |     | 2-1 |     | 0-2 |     |     |     |
| Sporting de Kansas City                                    | 0-2 | 4-0 | 1-1 | 2-1 | 0-0 | 0-0 | 0-5 | 1-0 |     | 4-3 | 2-0 | 3-1 |     |     |     |     |     | 1-1 |     |     |
| Whitecaps de Vancouver                                     | 2-0 | 1-0 | 3-0 | 2-0 | 2-1 | 2-1 | 3-1 | 0-2 | 0-1 |     |     | 0-0 |     |     |     | 4-0 |     | 0-3 |     |     |
| - Victoire à domicile - Match nul - Victoire à l'extérieur |     |     |     |     |     |     |     |     |     |     |     |     |     |     |     |     |     |     |     |     |

##### Conférence de l'Est
| Résultats (▼dom., ►ext.)                                   | CHI | CLB | DC  | MTL | NYC | NE  | NYR | ORL | PHI | TOR | CHI | CLB | DC  | MTL | NYC | NE  | NYR | ORL | PHI | TOR |
| Fire de Chicago                                            |     | 0-1 | 0-1 | 3-0 | 1-0 | 2-2 | 1-2 | 2-3 | 1-0 | 3-2 |     |     |     |     |     | 3-1 | 3-2 | 0-1 |     |     |
| Crew SC de Columbus                                        | 2-2 |     | 5-0 | 1-2 | 2-2 | 2-1 | 1-2 | 3-0 | 4-1 | 2-0 | 3-1 |     |     |     |     |     | 2-1 |     |     | 3-3 |
| D.C. United                                                | 3-1 | 2-0 |     | 1-0 | 2-1 | 2-1 | 2-2 | 2-1 | 2-1 | 1-2 | 4-0 | 1-2 |     |     |     |     |     |     | 3-2 |     |
| Impact de Montréal                                         | 4-3 | 3-0 | 0-1 |     | 1-2 | 3-0 | 1-1 | 2-2 | 0-1 | 2-1 | 2-1 |     | 2-0 |     |     |     |     | 2-0 |     |     |
| New York City FC                                           | 2-2 | 1-2 | 3-1 | 3-1 |     | 2-0 | 1-3 | 5-3 | 1-1 | 4-4 |     |     |     | 2-3 |     | 1-3 |     |     |     | 2-0 |
| Revolution de la Nouvelle-Angleterre                       | 2-0 | 0-0 | 1-1 | 0-0 | 1-0 |     | 2-1 | 3-0 | 1-1 | 1-1 |     |     |     | 0-1 |     |     | 2-1 |     |     | 3-1 |
| Red Bulls de New York                                      | 3-2 | 2-1 | 2-0 | 2-1 | 2-1 | 4-1 |     | 2-5 | 0-2 | 3-0 |     |     | 3-0 |     | 2-0 |     |     |     | 4-1 |     |
| Orlando City SC                                            | 1-1 | 2-2 | 0-1 | 2-1 | 1-1 | 2-2 | 0-2 |     | 0-0 | 0-2 |     | 5-2 | 1-0 |     | 2-1 |     |     |     |     |     |
| Union de Philadelphie                                      | 3-3 | 3-0 | 1-0 | 2-2 | 2-1 | 1-2 | 1-3 | 1-0 |     | 0-1 |     | 1-2 |     |     | 1-2 | 0-1 |     |     |     |     |
| Toronto FC                                                 | 3-2 | 0-2 | 0-0 | 3-1 | 0-2 | 1-3 | 2-1 | 4-1 | 2-1 |     |     |     |     | 2-1 |     |     |     | 5-0 | 3-1 |     |
| - Victoire à domicile - Match nul - Victoire à l'extérieur |     |     |     |     |     |     |     |     |     |     |     |     |     |     |     |     |     |     |     |     |

## Séries éliminatoires

### Règlement
Le règlement change cette année. Douze équipes se qualifient pour les séries. Ainsi, six équipes par conférence les disputent contre cinq auparavant. Les deux premières équipes de chaque conférence se qualifient directement pour les demi-conférences de conférence. Pour les matchs du premier tour, la troisième équipe de la conférence de l'Ouest recevra la sixième, tandis que la quatrième recevra la cinquième de cette même association. Il en est de même pour la conférence de l'Est.
Ce tour se déroule en un seul match, avec prolongation et tirs au but éventuels.
La meilleure équipe de chaque conférence affronte en demi-finale de conférence, l'équipe la plus faible issue des barrages de sa conférence, l'autre demi-finale de chaque conférence mettant aux prises le deuxième contre l'autre équipe issue des séries. Cette organisation est ainsi similaire à la NFL qui l'utilise depuis la saison 1990.
Les demi-finales et finales de conférence se déroulent par match aller-retour, avec match retour chez l'équipe la mieux classée. En cas d'égalité de buts à l'issue des deux rencontres, l'équipe qui aura inscrit le plus de buts à l'extérieur se qualifie. Sinon, une prolongation de deux périodes de 15 minutes a alors lieu. Cette règle ne s'applique pas à la prolongation. Ainsi, quel que soit le nombre de buts inscrits en prolongation, si les deux équipes restent à égalité, une séance de tirs au but a lieu.
La finale MLS a lieu sur le terrain de la meilleure équipe en phase régulière.
Cette finale se déroule en un seul match, avec prolongation et tirs au but pour départager si nécessaire les équipes.
Le gagnant du championnat se qualifie pour la Ligue des champions de la CONCACAF 2016-2017. Cependant, si l'équipe gagnante est canadienne, ce sera la franchise des États-Unis qui est la mieux classée qui se qualifiera.

### Tableau
|  | Premier tour                            | Premier tour                            | Premier tour              | Premier tour              |                          |                          | Demi-finales de conférence | Demi-finales de conférence | Demi-finales de conférence | Demi-finales de conférence |  |  | Finales de conférence  | Finales de conférence  | Finales de conférence  | Finales de conférence  |  |  | MLS Cup 2015                              | MLS Cup 2015                              | MLS Cup 2015                              | MLS Cup 2015                              |
|  |                                         |                                         |                           |                           |                          |                          |                            |                            |                            |                            |  |  |                        |                        |                        |                        |  |  |                                           |                                           |                                           |                                           |
|  |                                         |                                         |                           |                           |                          |                          | 1er et 8 novembre 2015     | 1er et 8 novembre 2015     | 1er et 8 novembre 2015     | 1er et 8 novembre 2015     |  |  | 22 et 29 novembre 2015 | 22 et 29 novembre 2015 | 22 et 29 novembre 2015 | 22 et 29 novembre 2015 |  |  | 6 décembre 2015, Mapfre Stadium, Columbus | 6 décembre 2015, Mapfre Stadium, Columbus | 6 décembre 2015, Mapfre Stadium, Columbus | 6 décembre 2015, Mapfre Stadium, Columbus |
|  |                                         |                                         |                           |                           |                          |                          | 1er et 8 novembre 2015     | 1er et 8 novembre 2015     | 1er et 8 novembre 2015     | 1er et 8 novembre 2015     |  |  | 22 et 29 novembre 2015 | 22 et 29 novembre 2015 | 22 et 29 novembre 2015 | 22 et 29 novembre 2015 |  |  | 6 décembre 2015, Mapfre Stadium, Columbus | 6 décembre 2015, Mapfre Stadium, Columbus | 6 décembre 2015, Mapfre Stadium, Columbus | 6 décembre 2015, Mapfre Stadium, Columbus |
|  |                                         |                                         |                           |                           |                          |                          | 1er et 8 novembre 2015     | 1er et 8 novembre 2015     | 1er et 8 novembre 2015     | 1er et 8 novembre 2015     |  |  | 22 et 29 novembre 2015 | 22 et 29 novembre 2015 | 22 et 29 novembre 2015 | 22 et 29 novembre 2015 |  |  | 6 décembre 2015, Mapfre Stadium, Columbus | 6 décembre 2015, Mapfre Stadium, Columbus | 6 décembre 2015, Mapfre Stadium, Columbus | 6 décembre 2015, Mapfre Stadium, Columbus |
|  |                                         |                                         |                           |                           |                          |                          | 1er et 8 novembre 2015     | 1er et 8 novembre 2015     | 1er et 8 novembre 2015     | 1er et 8 novembre 2015     |  |  | 22 et 29 novembre 2015 | 22 et 29 novembre 2015 | 22 et 29 novembre 2015 | 22 et 29 novembre 2015 |  |  | 6 décembre 2015, Mapfre Stadium, Columbus | 6 décembre 2015, Mapfre Stadium, Columbus | 6 décembre 2015, Mapfre Stadium, Columbus | 6 décembre 2015, Mapfre Stadium, Columbus |
|  | E1 Red Bulls de New York                | E1 Red Bulls de New York                | 1                         | 1                         |                          |                          |                            |                            |                            |                            |  |  | 22 et 29 novembre 2015 | 22 et 29 novembre 2015 | 22 et 29 novembre 2015 | 22 et 29 novembre 2015 |  |  | 6 décembre 2015, Mapfre Stadium, Columbus | 6 décembre 2015, Mapfre Stadium, Columbus | 6 décembre 2015, Mapfre Stadium, Columbus | 6 décembre 2015, Mapfre Stadium, Columbus |
|  | E1 Red Bulls de New York                | E1 Red Bulls de New York                | 1                         | 1                         | 28 octobre 2015          |                          |                            |                            |                            |                            |  |  | 22 et 29 novembre 2015 | 22 et 29 novembre 2015 | 22 et 29 novembre 2015 | 22 et 29 novembre 2015 |  |  | 6 décembre 2015, Mapfre Stadium, Columbus | 6 décembre 2015, Mapfre Stadium, Columbus | 6 décembre 2015, Mapfre Stadium, Columbus | 6 décembre 2015, Mapfre Stadium, Columbus |
|  |                                         |                                         | E4 D.C. United            | E4 D.C. United            | 0                        | 0                        |                            |                            |                            |                            |  |  | 22 et 29 novembre 2015 | 22 et 29 novembre 2015 | 22 et 29 novembre 2015 | 22 et 29 novembre 2015 |  |  | 6 décembre 2015, Mapfre Stadium, Columbus | 6 décembre 2015, Mapfre Stadium, Columbus | 6 décembre 2015, Mapfre Stadium, Columbus | 6 décembre 2015, Mapfre Stadium, Columbus |
|  | E4 D.C. United                          | E4 D.C. United                          | E4 D.C. United            | E4 D.C. United            | 0                        | 0                        | 2                          | 2                          |                            |                            |  |  | 22 et 29 novembre 2015 | 22 et 29 novembre 2015 | 22 et 29 novembre 2015 | 22 et 29 novembre 2015 |  |  | 6 décembre 2015, Mapfre Stadium, Columbus | 6 décembre 2015, Mapfre Stadium, Columbus | 6 décembre 2015, Mapfre Stadium, Columbus | 6 décembre 2015, Mapfre Stadium, Columbus |
|  | E4 D.C. United                          | E4 D.C. United                          | 1er et 8 novembre 2015    |                           |                          |                          | 2                          | 2                          |                            |                            |  |  | 22 et 29 novembre 2015 | 22 et 29 novembre 2015 | 22 et 29 novembre 2015 | 22 et 29 novembre 2015 |  |  | 6 décembre 2015, Mapfre Stadium, Columbus | 6 décembre 2015, Mapfre Stadium, Columbus | 6 décembre 2015, Mapfre Stadium, Columbus | 6 décembre 2015, Mapfre Stadium, Columbus |
|  | E5 Revolution de la Nouvelle-Angleterre | E5 Revolution de la Nouvelle-Angleterre | 1                         | 1                         |                          |                          |                            |                            |                            |                            |  |  | 22 et 29 novembre 2015 | 22 et 29 novembre 2015 | 22 et 29 novembre 2015 | 22 et 29 novembre 2015 |  |  | 6 décembre 2015, Mapfre Stadium, Columbus | 6 décembre 2015, Mapfre Stadium, Columbus | 6 décembre 2015, Mapfre Stadium, Columbus | 6 décembre 2015, Mapfre Stadium, Columbus |
|  | E5 Revolution de la Nouvelle-Angleterre | E5 Revolution de la Nouvelle-Angleterre | 1                         | 1                         | E1 Red Bulls de New York | E1 Red Bulls de New York | 0                          | 1                          |                            |                            |  |  |                        |                        |                        |                        |  |  | 6 décembre 2015, Mapfre Stadium, Columbus | 6 décembre 2015, Mapfre Stadium, Columbus | 6 décembre 2015, Mapfre Stadium, Columbus | 6 décembre 2015, Mapfre Stadium, Columbus |
|  |                                         |                                         |                           |                           | E1 Red Bulls de New York | E1 Red Bulls de New York | 0                          | 1                          |                            |                            |  |  |                        |                        |                        |                        |  |  | 6 décembre 2015, Mapfre Stadium, Columbus | 6 décembre 2015, Mapfre Stadium, Columbus | 6 décembre 2015, Mapfre Stadium, Columbus | 6 décembre 2015, Mapfre Stadium, Columbus |
|  |                                         |                                         | E2 Crew SC de Columbus    | E2 Crew SC de Columbus    | 2                        | 0                        |                            |                            |                            |                            |  |  |                        |                        |                        |                        |  |  | 6 décembre 2015, Mapfre Stadium, Columbus | 6 décembre 2015, Mapfre Stadium, Columbus | 6 décembre 2015, Mapfre Stadium, Columbus | 6 décembre 2015, Mapfre Stadium, Columbus |
|  |                                         |                                         |                           |                           | 2                        | 0                        |                            |                            |                            |                            |  |  |                        |                        |                        |                        |  |  | 6 décembre 2015, Mapfre Stadium, Columbus | 6 décembre 2015, Mapfre Stadium, Columbus | 6 décembre 2015, Mapfre Stadium, Columbus | 6 décembre 2015, Mapfre Stadium, Columbus |
|  |                                         | 22 et 29 novembre 2015                  |                           |                           |                          |                          |                            |                            |                            |                            |  |  |                        |                        |                        |                        |  |  | 6 décembre 2015, Mapfre Stadium, Columbus | 6 décembre 2015, Mapfre Stadium, Columbus | 6 décembre 2015, Mapfre Stadium, Columbus | 6 décembre 2015, Mapfre Stadium, Columbus |
|  |                                         |                                         |                           |                           |                          |                          |                            |                            |                            |                            |  |  |                        |                        |                        |                        |  |  | 6 décembre 2015, Mapfre Stadium, Columbus | 6 décembre 2015, Mapfre Stadium, Columbus | 6 décembre 2015, Mapfre Stadium, Columbus | 6 décembre 2015, Mapfre Stadium, Columbus |
|  | E2 Crew SC de Columbus a. p.            | E2 Crew SC de Columbus a. p.            | 1                         | 3                         |                          |                          |                            |                            |                            |                            |  |  |                        |                        |                        |                        |  |  | 6 décembre 2015, Mapfre Stadium, Columbus | 6 décembre 2015, Mapfre Stadium, Columbus | 6 décembre 2015, Mapfre Stadium, Columbus | 6 décembre 2015, Mapfre Stadium, Columbus |
|  | E2 Crew SC de Columbus a. p.            | E2 Crew SC de Columbus a. p.            | 1                         | 3                         | 29 octobre 2015          |                          |                            |                            |                            |                            |  |  |                        |                        |                        |                        |  |  | 6 décembre 2015, Mapfre Stadium, Columbus | 6 décembre 2015, Mapfre Stadium, Columbus | 6 décembre 2015, Mapfre Stadium, Columbus | 6 décembre 2015, Mapfre Stadium, Columbus |
|  |                                         |                                         | E3 Impact de Montréal     | E3 Impact de Montréal     | 2                        | 1                        |                            |                            |                            |                            |  |  |                        |                        |                        |                        |  |  | 6 décembre 2015, Mapfre Stadium, Columbus | 6 décembre 2015, Mapfre Stadium, Columbus | 6 décembre 2015, Mapfre Stadium, Columbus | 6 décembre 2015, Mapfre Stadium, Columbus |
|  | E3 Impact de Montréal                   | E3 Impact de Montréal                   | E3 Impact de Montréal     | E3 Impact de Montréal     | 2                        | 1                        | 3                          | 3                          |                            |                            |  |  |                        |                        |                        |                        |  |  | 6 décembre 2015, Mapfre Stadium, Columbus | 6 décembre 2015, Mapfre Stadium, Columbus | 6 décembre 2015, Mapfre Stadium, Columbus | 6 décembre 2015, Mapfre Stadium, Columbus |
|  | E3 Impact de Montréal                   | E3 Impact de Montréal                   | 1er et 8 novembre 2015    |                           |                          |                          | 3                          | 3                          |                            |                            |  |  |                        |                        |                        |                        |  |  | 6 décembre 2015, Mapfre Stadium, Columbus | 6 décembre 2015, Mapfre Stadium, Columbus | 6 décembre 2015, Mapfre Stadium, Columbus | 6 décembre 2015, Mapfre Stadium, Columbus |
|  | E6 Toronto FC                           | E6 Toronto FC                           | 0                         | 0                         |                          |                          |                            |                            |                            |                            |  |  |                        |                        |                        |                        |  |  | 6 décembre 2015, Mapfre Stadium, Columbus | 6 décembre 2015, Mapfre Stadium, Columbus | 6 décembre 2015, Mapfre Stadium, Columbus | 6 décembre 2015, Mapfre Stadium, Columbus |
|  | E6 Toronto FC                           | E6 Toronto FC                           | 0                         | 0                         | E2 Crew SC de Columbus   | E2 Crew SC de Columbus   | 1                          | 1                          |                            |                            |  |  |                        |                        |                        |                        |  |  |                                           |                                           |                                           |                                           |
|  |                                         |                                         |                           |                           | E2 Crew SC de Columbus   | E2 Crew SC de Columbus   | 1                          | 1                          |                            |                            |  |  |                        |                        |                        |                        |  |  |                                           |                                           |                                           |                                           |
|  |                                         |                                         | O3 Timbers de Portland    | O3 Timbers de Portland    | 2                        | 2                        |                            |                            |                            |                            |  |  |                        |                        |                        |                        |  |  |                                           |                                           |                                           |                                           |
|  |                                         |                                         |                           |                           | 2                        | 2                        |                            |                            |                            |                            |  |  |                        |                        |                        |                        |  |  |                                           |                                           |                                           |                                           |
|  |                                         |                                         |                           |                           |                          |                          |                            |                            |                            |                            |  |  |                        |                        |                        |                        |  |  |                                           |                                           |                                           |                                           |
|  |                                         |                                         |                           |                           |                          |                          |                            |                            |                            |                            |  |  |                        |                        |                        |                        |  |  |                                           |                                           |                                           |                                           |
|  | O1 FC Dallas t. a. b.                   | O1 FC Dallas t. a. b.                   | 1                         | 2 (4)                     |                          |                          |                            |                            |                            |                            |  |  |                        |                        |                        |                        |  |  |                                           |                                           |                                           |                                           |
|  | O1 FC Dallas t. a. b.                   | O1 FC Dallas t. a. b.                   | 1                         | 2 (4)                     | 28 octobre 2015          |                          |                            |                            |                            |                            |  |  |                        |                        |                        |                        |  |  |                                           |                                           |                                           |                                           |
|  |                                         |                                         | O4 Sounders FC de Seattle | O4 Sounders FC de Seattle | 2                        | 1 (2)                    |                            |                            |                            |                            |  |  |                        |                        |                        |                        |  |  |                                           |                                           |                                           |                                           |
|  | O4 Sounders FC de Seattle               | O4 Sounders FC de Seattle               | O4 Sounders FC de Seattle | O4 Sounders FC de Seattle | 2                        | 1 (2)                    | 3                          | 3                          |                            |                            |  |  |                        |                        |                        |                        |  |  |                                           |                                           |                                           |                                           |
|  | O4 Sounders FC de Seattle               | O4 Sounders FC de Seattle               | 1er et 8 novembre 2015    |                           |                          |                          | 3                          | 3                          |                            |                            |  |  |                        |                        |                        |                        |  |  |                                           |                                           |                                           |                                           |
|  | O5 Galaxy de Los Angeles                | O5 Galaxy de Los Angeles                | 2                         | 2                         |                          |                          |                            |                            |                            |                            |  |  |                        |                        |                        |                        |  |  |                                           |                                           |                                           |                                           |
|  | O5 Galaxy de Los Angeles                | O5 Galaxy de Los Angeles                | 2                         | 2                         | O1 FC Dallas             | O1 FC Dallas             | 1                          | 2                          |                            |                            |  |  |                        |                        |                        |                        |  |  |                                           |                                           |                                           |                                           |
|  |                                         |                                         |                           |                           | O1 FC Dallas             | O1 FC Dallas             | 1                          | 2                          |                            |                            |  |  |                        |                        |                        |                        |  |  |                                           |                                           |                                           |                                           |
|  |                                         |                                         | O3 Timbers de Portland    | O3 Timbers de Portland    | 3                        | 2                        |                            |                            |                            |                            |  |  |                        |                        |                        |                        |  |  |                                           |                                           |                                           |                                           |
|  |                                         |                                         |                           |                           | 3                        | 2                        |                            |                            |                            |                            |  |  |                        |                        |                        |                        |  |  |                                           |                                           |                                           |                                           |
|  |                                         |                                         |                           |                           |                          |                          |                            |                            |                            |                            |  |  |                        |                        |                        |                        |  |  |                                           |                                           |                                           |                                           |
|  |                                         |                                         |                           |                           |                          |                          |                            |                            |                            |                            |  |  |                        |                        |                        |                        |  |  |                                           |                                           |                                           |                                           |
|  | O2 Whitecaps de Vancouver               | O2 Whitecaps de Vancouver               | 0                         | 0                         |                          |                          |                            |                            |                            |                            |  |  |                        |                        |                        |                        |  |  |                                           |                                           |                                           |                                           |
|  | O2 Whitecaps de Vancouver               | O2 Whitecaps de Vancouver               | 0                         | 0                         | 29 octobre 2015          |                          |                            |                            |                            |                            |  |  |                        |                        |                        |                        |  |  |                                           |                                           |                                           |                                           |
|  |                                         |                                         | O3 Timbers de Portland    | O3 Timbers de Portland    | 0                        | 2                        |                            |                            |                            |                            |  |  |                        |                        |                        |                        |  |  |                                           |                                           |                                           |                                           |
|  | O3 Timbers de Portland t. a. b.         | O3 Timbers de Portland t. a. b.         | O3 Timbers de Portland    | O3 Timbers de Portland    | 0                        | 2                        | 2 (7)                      | 2 (7)                      |                            |                            |  |  |                        |                        |                        |                        |  |  |                                           |                                           |                                           |                                           |
|  | O3 Timbers de Portland t. a. b.         | O3 Timbers de Portland t. a. b.         |                           |                           |                          |                          |                            | 2 (7)                      |                            |                            |  |  |                        |                        |                        |                        |  |  |                                           |                                           |                                           |                                           |
|  | O6 Sporting de Kansas City              | O6 Sporting de Kansas City              | 2 (6)                     | 2 (6)                     |                          |                          |                            |                            |                            |                            |  |  |                        |                        |                        |                        |  |  |                                           |                                           |                                           |                                           |
|  | O6 Sporting de Kansas City              | O6 Sporting de Kansas City              | 2 (6)                     | 2 (6)                     |                          |                          |                            |                            |                            |                            |  |  |                        |                        |                        |                        |  |  |                                           |                                           |                                           |                                           |
|  |                                         |                                         |                           |                           |                          |                          |                            |                            |                            |                            |  |  |                        |                        |                        |                        |  |  |                                           |                                           |                                           |                                           |

### Résultats

#### Premier tour

##### Est
| 28 octobre 2015 | D.C. United                                        | 2 - 1 | Revolution de la Nouvelle-Angleterre                |                                                                                             |                                                                                             |
|                 | Pontius 45e · Boswell 69e · Halsti 77e · Rolfe 83e |       | 15e Agudelo · 44e Farrell · 72e Jones · 90+2e Jones | Robert F. Kennedy Memorial Stadium, Washington Spectateurs : 11 554 Arbitrage : Mark Geiger | Robert F. Kennedy Memorial Stadium, Washington Spectateurs : 11 554 Arbitrage : Mark Geiger |
|                 | Rapport                                            |       |                                                     | Robert F. Kennedy Memorial Stadium, Washington Spectateurs : 11 554 Arbitrage : Mark Geiger | Robert F. Kennedy Memorial Stadium, Washington Spectateurs : 11 554 Arbitrage : Mark Geiger |

| 29 octobre 2015 | Impact de Montréal                    | 3 - 0 | Toronto FC  |                                                                          |                                                                          |
|                 | Bernier 18e · Piatti 33e · Drogba 39e |       | 87e Delgado | Stade Saputo, Montréal Spectateurs : 18 069 Arbitrage : Baldomero Toledo | Stade Saputo, Montréal Spectateurs : 18 069 Arbitrage : Baldomero Toledo |
|                 | Rapport                               |       |             | Stade Saputo, Montréal Spectateurs : 18 069 Arbitrage : Baldomero Toledo | Stade Saputo, Montréal Spectateurs : 18 069 Arbitrage : Baldomero Toledo |

##### Ouest
| 28 octobre 2015 | Sounders FC de Seattle                             | 3 - 2 | Galaxy de Los Angeles                                |                                                                          |                                                                          |
|                 | Dempsey 5e · Valdez 12e · Friberg 73e · Frei 90+3e |       | 6e Lletget · 22e Zardes · 44e Gonzalez · 77e Husidić | CenturyLink Field, Seattle Spectateurs : 39 537 Arbitrage : Jair Marrufo | CenturyLink Field, Seattle Spectateurs : 39 537 Arbitrage : Jair Marrufo |
|                 | Rapport                                            |       |                                                      | CenturyLink Field, Seattle Spectateurs : 39 537 Arbitrage : Jair Marrufo | CenturyLink Field, Seattle Spectateurs : 39 537 Arbitrage : Jair Marrufo |

| 29 octobre 2015                                                                                                | Timbers de Portland                                                                  | 2 - 2 a. p. 7 - 6 t. a. b.                                                                               | Sporting de Kansas City                                                                  |                                                                               |                                                                               |
| | Ridgewell 38e · Wallace 57e · Wallace 69e · Fochive 107e · Valeri 115e · Urruti 118e | | 11e Ellis · 35e Dwyer · 76e Németh · 76e Dia · 87e Ellis · 93e Abdul-Salaam · 96e Németh | Providence Park, Portland Spectateurs : 21 144 Arbitrage : Armando Villarreal | Providence Park, Portland Spectateurs : 21 144 Arbitrage : Armando Villarreal |
| | Rapport                                                                              | |                                                                                          | Providence Park, Portland Spectateurs : 21 144 Arbitrage : Armando Villarreal | Providence Park, Portland Spectateurs : 21 144 Arbitrage : Armando Villarreal |
| Valeri · Borchers · Ridgewell · Jewsbury · Urruti · Villafaña · Asprilla · Nagbe · Powell · Fochive · Kwarasey | Tirs au but 7 - 6                                                                    | Feilhaber · Dwyer · Zusi · Besler · Nagamura · Ellis · Mustivar · Peterson · Abdul-Salaam · Dia · Kempin |                                                                                          | Providence Park, Portland Spectateurs : 21 144 Arbitrage : Armando Villarreal | Providence Park, Portland Spectateurs : 21 144 Arbitrage : Armando Villarreal |

#### Demi-finales de conférence

##### Est
| 1er novembre 2015 | D.C. United                 | 0 - 1 | Red Bulls de New York                                         |                                                                                               |                                                                                               |
|                   | Saborío 75e · Espíndola 77e |       | 35e Miazga · 69e Zubar · 72e McCarty · 88e B. Wright-Phillips | Robert F. Kennedy Memorial Stadium, Washington Spectateurs : 19 525 Arbitrage : Fotis Bazakos | Robert F. Kennedy Memorial Stadium, Washington Spectateurs : 19 525 Arbitrage : Fotis Bazakos |
|                   | Rapport                     |       |                                                               | Robert F. Kennedy Memorial Stadium, Washington Spectateurs : 19 525 Arbitrage : Fotis Bazakos | Robert F. Kennedy Memorial Stadium, Washington Spectateurs : 19 525 Arbitrage : Fotis Bazakos |

| 8 novembre 2015 | Red Bulls de New York                | 1 - 0 | D.C. United             |                                                                     |                                                                     |
|                 | Kljestan 74e · Wright-Phillips 90+2e |       | 25e Rolfe · 69e Kitchen | Red Bull Arena, Harrison Spectateurs : 25 219 Arbitrage : Ted Unkel | Red Bull Arena, Harrison Spectateurs : 25 219 Arbitrage : Ted Unkel |
|                 | Rapport                              |       |                         | Red Bull Arena, Harrison Spectateurs : 25 219 Arbitrage : Ted Unkel | Red Bull Arena, Harrison Spectateurs : 25 219 Arbitrage : Ted Unkel |

Les Red Bulls de New York l'emportent par un score cumulé de 2-0.
| 1er novembre 2015 | Impact de Montréal                                                  | 2 - 1 | Crew SC de Columbus                   |                                                                     |                                                                     |
|                   | Bernier 37e · Cabrera 45+2e · Oyongo 51e · Venegas 77e · Drogba 87e |       | 33e Higuaín · 52e Sauro · 90+3e Afful | Stade Saputo, Montréal Spectateurs : 17 655 Arbitrage : Chris Penso | Stade Saputo, Montréal Spectateurs : 17 655 Arbitrage : Chris Penso |
|                   | Rapport                                                             |       |                                       | Stade Saputo, Montréal Spectateurs : 17 655 Arbitrage : Chris Penso | Stade Saputo, Montréal Spectateurs : 17 655 Arbitrage : Chris Penso |

| 8 novembre 2015 | Crew SC de Columbus                              | 3 - 1 a. p. | Impact de Montréal                                     |                                                                              |                                                                              |
|                 | Kamara 4e · Sauro 30e · Finlay 77e · Kamara 111e |             | 40e Duka · 85e Donadel · 90+5e Camara · 104e Reo-Coker | Mapfre Stadium, Columbus Spectateurs : 19 026 Arbitrage : Armando Villarreal | Mapfre Stadium, Columbus Spectateurs : 19 026 Arbitrage : Armando Villarreal |
|                 | Rapport                                          |             |                                                        | Mapfre Stadium, Columbus Spectateurs : 19 026 Arbitrage : Armando Villarreal | Mapfre Stadium, Columbus Spectateurs : 19 026 Arbitrage : Armando Villarreal |

Le Crew SC de Columbus l'emporte par un score cumulé de 4-3.

##### Ouest
| 1er novembre 2015 | Sounders FC de Seattle       | 2 - 1 | FC Dallas    |                                                                         |                                                                         |
|                   | Ivanschitz 67e · Dempsey 86e |       | 18e Castillo | CenturyLink Field, Seattle Spectateurs : 39 599 Arbitrage : Kevin Stott | CenturyLink Field, Seattle Spectateurs : 39 599 Arbitrage : Kevin Stott |
|                   | Rapport                      |       |              | CenturyLink Field, Seattle Spectateurs : 39 599 Arbitrage : Kevin Stott | CenturyLink Field, Seattle Spectateurs : 39 599 Arbitrage : Kevin Stott |

| 8 novembre 2015                            | FC Dallas                                             | 2 - 1 a. p. 4 - 2 t. a. b.            | Sounders FC de Seattle                                   |                                                                          |                                                                          |
|                                            | Díaz 46e · Pérez 83e · Akindele 84e · Zimmerman 90+1e |                                       | 70e Friberg · 90e Marshall · 95e Pappa · 111e Ivanschitz | Toyota Stadium, Frisco Spectateurs : 17 287 Arbitrage : Baldomero Toledo | Toyota Stadium, Frisco Spectateurs : 17 287 Arbitrage : Baldomero Toledo |
|                                            | Rapport                                               |                                       |                                                          | Toyota Stadium, Frisco Spectateurs : 17 287 Arbitrage : Baldomero Toledo | Toyota Stadium, Frisco Spectateurs : 17 287 Arbitrage : Baldomero Toledo |
| Díaz · Hollingshead · Akindele · Zimmerman | Tirs au but 4 - 2                                     | Dempsey · Ivanschitz · Barrett · Rose |                                                          | Toyota Stadium, Frisco Spectateurs : 17 287 Arbitrage : Baldomero Toledo | Toyota Stadium, Frisco Spectateurs : 17 287 Arbitrage : Baldomero Toledo |

Le FC Dallas l'emporte par un résultat de 4-2 dans la séance de tirs au but après un score cumulé de 3-3.
| 1er novembre 2015 | Timbers de Portland | 0 - 0 | Whitecaps de Vancouver |                                                                          |                                                                          |
|                   | Melano 44e          |       | 45e Koffie             | Providence Park, Portland Spectateurs : 21 144 Arbitrage : Allen Chapman | Providence Park, Portland Spectateurs : 21 144 Arbitrage : Allen Chapman |
|                   | Rapport             |       |                        | Providence Park, Portland Spectateurs : 21 144 Arbitrage : Allen Chapman | Providence Park, Portland Spectateurs : 21 144 Arbitrage : Allen Chapman |

| 8 novembre 2015 | Whitecaps de Vancouver      | 0 - 2 | Timbers de Portland                              |                                                                            |                                                                            |
|                 | Rivero 55e · Beitashour 72e |       | 31e Adi · 60e Wallace · 62e Valeri · 90+4e Chará | BC Place Stadium, Vancouver Spectateurs : 27 837 Arbitrage : Ismail Elfath | BC Place Stadium, Vancouver Spectateurs : 27 837 Arbitrage : Ismail Elfath |
|                 | Rapport                     |       |                                                  | BC Place Stadium, Vancouver Spectateurs : 27 837 Arbitrage : Ismail Elfath | BC Place Stadium, Vancouver Spectateurs : 27 837 Arbitrage : Ismail Elfath |

Les Timbers de Portland l'emportent par un score cumulé de 2-0.

#### Finales de conférence

##### Est
| 22 novembre 2015 | Crew SC de Columbus               | 2 - 0 | Red Bulls de New York |                                                                         |                                                                         |
|                  | Meram 1re · Wahl 46e · Kamara 85e |       |                       | Mapfre Stadium, Columbus Spectateurs : 21 617 Arbitrage : Allen Chapman | Mapfre Stadium, Columbus Spectateurs : 21 617 Arbitrage : Allen Chapman |
|                  | Rapport                           |       |                       | Mapfre Stadium, Columbus Spectateurs : 21 617 Arbitrage : Allen Chapman | Mapfre Stadium, Columbus Spectateurs : 21 617 Arbitrage : Allen Chapman |

| 29 novembre 2015 | Red Bulls de New York                | 1 - 0 | Crew SC de Columbus |                                                                            |                                                                            |
|                  | Felipe 28e · Zizzo 85e · Abang 90+3e |       | 67e Sauro           | Red Bull Arena, Harrison Spectateurs : 25 219 Arbitrage : Baldomero Toledo | Red Bull Arena, Harrison Spectateurs : 25 219 Arbitrage : Baldomero Toledo |
|                  | Rapport                              |       |                     | Red Bull Arena, Harrison Spectateurs : 25 219 Arbitrage : Baldomero Toledo | Red Bull Arena, Harrison Spectateurs : 25 219 Arbitrage : Baldomero Toledo |

Le Crew SC de Columbus l'emporte par un score cumulé de 2-1.

##### Ouest
| 22 novembre 2015 | Timbers de Portland                                                       | 3 - 1 | FC Dallas                |                                                                      |                                                                      |
|                  | Ridgewell 23e · Villafaña 38e · Asprilla 53e · Chará 78e · Borchers 90+1e |       | 62e Texeira · 86e Acosta | Providence Park, Portland Spectateurs : 21 144 Arbitrage : Ted Unkel | Providence Park, Portland Spectateurs : 21 144 Arbitrage : Ted Unkel |
|                  | Rapport                                                                   |       |                          | Providence Park, Portland Spectateurs : 21 144 Arbitrage : Ted Unkel | Providence Park, Portland Spectateurs : 21 144 Arbitrage : Ted Unkel |

| 29 novembre 2015 | FC Dallas                                 | 2 - 2 | Timbers de Portland                |                                                                       |                                                                       |
|                  | Hollingshead 68e · Pérez 73e · Acosta 80e |       | 54e Adi · 72e Chará · 90+5e Melano | Toyota Stadium, Frisco Spectateurs : 20 966 Arbitrage : Ismail Elfath | Toyota Stadium, Frisco Spectateurs : 20 966 Arbitrage : Ismail Elfath |
|                  | Rapport                                   |       |                                    | Toyota Stadium, Frisco Spectateurs : 20 966 Arbitrage : Ismail Elfath | Toyota Stadium, Frisco Spectateurs : 20 966 Arbitrage : Ismail Elfath |

Les Timbers de Portland l'emportent par un score cumulé de 5-3.

#### MLS Cup 2015
| 6 décembre 2015 | Crew SC de Columbus    | 1 - 2 | Timbers de Portland                                                  | Mapfre Stadium, Columbus                      |                                               |
| 16:00           | Kamara 18e · Afful 34e |       | 1re Valeri · 7e Wallace · 65e Powell · 90+3e Valeri · 90+3e Asprilla | Spectateurs : 21 747 Arbitrage : Jair Marrufo | Spectateurs : 21 747 Arbitrage : Jair Marrufo |
| 16:00           | Rapport                |       |                                                                      | Spectateurs : 21 747 Arbitrage : Jair Marrufo | Spectateurs : 21 747 Arbitrage : Jair Marrufo |

## Statistiques individuelles
| Rang | Joueur                  | Club                    | Buts | Passes |
| ---- | ----------------------- | ----------------------- | ---- | ------ |
| 1    | Sebastian Giovinco      | Toronto FC              | 22   | 16     |
| 2    | Kei Kamara              | Crew SC de Columbus     | 22   | 8      |
| 3    | Robbie Keane            | Galaxy de Los Angeles   | 20   | 8      |
| 4    | David Villa             | New York City FC        | 18   | 8      |
| 5    | Bradley Wright-Phillips | Red Bulls de New York   | 17   | 7      |
| 6    | Cyle Larin              | Orlando City SC         | 17   | 0      |
| 7    | Fanendo Adi             | Timbers de Portland     | 16   | 3      |
| 8    | Chris Wondolowski       | Earthquakes de San José | 16   | 2      |
| 9    | Obafemi Martins         | Sounders FC de Seattle  | 15   | 6      |
| 10   | Jozy Altidore           | Toronto FC              | 13   | 0      |

| Rang | Joueur             | Club                                 | Passes |
| ---- | ------------------ | ------------------------------------ | ------ |
| 1    | Sebastian Giovinco | Toronto FC                           | 16     |
| 2    | Benny Feilhaber    | Sporting de Kansas City              | 15     |
| 2    | Cristian Maidana   | Union de Philadelphie                | 15     |
| 4    | Sacha Kljestan     | Red Bulls de New York                | 14     |
| 5    | Ethan Finlay       | Crew SC de Columbus                  | 13     |
| 6    | Javier Morales     | Real Salt Lake                       | 12     |
| 7    | Brad Davis         | Dynamo de Houston                    | 10     |
| 7    | Mauro Díaz         | FC Dallas                            | 10     |
| 7    | Lee Nguyen         | Revolution de la Nouvelle-Angleterre | 10     |
| 7    | Clint Dempsey      | Sounders FC de Seattle               | 10     |

### Meilleurs gardiens
Il faut avoir joué au moins 1000 minutes pour être classé.
Source : MLS
| Rang | Gardien              | Club                    | BE/M | AR  | BC | Min  | J  | CS |
| ---- | -------------------- | ----------------------- | ---- | --- | -- | ---- | -- | -- |
| 1    | Nick Rimando         | Real Salt Lake          | 1.00 | 66  | 24 | 2160 | 24 | 8  |
| 2    | David Ousted         | Whitecaps de Vancouver  | 1.06 | 99  | 36 | 3060 | 34 | 13 |
| 3    | Stefan Frei          | Sounders FC de Seattle  | 1.08 | 111 | 33 | 2744 | 31 | 10 |
| 4    | Adam Larsen Kwarasey | Timbers de Portland     | 1.09 | 80  | 36 | 2970 | 33 | 13 |
| 5    | David Bingham        | Earthquakes de San José | 1.15 | 105 | 39 | 3060 | 34 | 12 |
| 6    | Bill Hamid           | D.C. United             | 1.16 | 101 | 29 | 2250 | 25 | 8  |
| 7    | Dan Kennedy          | FC Dallas               | 1.19 | 30  | 19 | 1440 | 16 | 5  |
| 7    | Jaime Penedo         | Galaxy de Los Angeles   | 1.19 | 50  | 19 | 1440 | 16 | 5  |
| 9    | Tim Melia            | Sporting de Kansas City | 1.22 | 82  | 28 | 2070 | 23 | 8  |
| 10   | Clint Irwin          | Crew de Columbus        | 1.23 | 88  | 38 | 2790 | 31 | 8  |

## Récompenses individuelles

### Récompenses annuelles
| Trophée                            | Joueur               | Club                    |
| ---------------------------------- | -------------------- | ----------------------- |
| Meilleur joueur (saison régulière) | Sebastian Giovinco   | Toronto FC              |
| Meilleur joueur (finale MLS)       | Diego Valeri         | Timbers de Portland     |
| Meilleur buteur                    | Sebastian Giovinco   | Toronto FC              |
| Meilleur défenseur                 | Laurent Ciman        | Impact de Montréal      |
| Meilleur gardien                   | Luis Robles          | Red Bulls de New York   |
| Meilleure recrue                   | Cyle Larin           | Orlando City SC         |
| Meilleur entraîneur                | Jesse Marsch         | Red Bulls de New York   |
| Meilleur come-back                 | Tim Melia            | Sporting de Kansas City |
| Meilleur nouveau venu              | Sebastian Giovinco   | Toronto FC              |
| Meilleur arbitre                   | Alan Kelly           |                         |
| Meilleur arbitre assistant         | Corey Parker         |                         |
| Meilleur but                       | Krisztián Németh     | Sporting de Kansas City |
| Meilleur arrêt                     | Adam Larsen Kwarasey | Timbers de Portland     |
| Trophée du fair-play (joueur)      | Darlington Nagbe     | Timbers de Portland     |
| Trophée du fair-play (équipe)      |                      | Union de Philadelphie   |
| Action humanitaire de l'année      | Kei Kamara           | Crew SC de Columbus     |

### Récompenses mensuelles

#### Joueur du mois
| Mois      |                    |                         |                 |
| Mois      | Joueur             | Club                    | Lien            |
| --------- | ------------------ | ----------------------- | --------------- |
| Mars      | Octavio Rivero     | Whitecaps de Vancouver  | 3B dont 2BV     |
| Avril     | Benny Feilhaber    | Sporting de Kansas City | 2B, 3P          |
| Mai       | Krisztián Németh   | Sporting de Kansas City | 3B, 2P          |
| Juin      | David Ousted       | Whitecaps de Vancouver  | 17A, 1CS        |
| Juillet   | Sebastian Giovinco | Toronto FC              | 5B, 3P          |
| Août      | Sebastian Giovinco | Toronto FC              | 4B, 3P          |
| Septembre | Didier Drogba      | Impact de Montréal      | 7B dont 1BV, 1P |
| Octobre   | Didier Drogba      | Impact de Montréal      | 4B dont 2BV     |

B=Buts; BV=But Vainqueur; CS=Clean sheet; A=Arrêt; P=Passe; PV=Passe Vainqueur

### Récompenses hebdomadaires

#### Joueur de la semaine
Il n'y a pas de joueur de la semaine en semaine 32.
| Semaine    | Joueur                  | Équipe                               | Lien       |
| ---------- | ----------------------- | ------------------------------------ | ---------- |
| Semaine 1  | Jozy Altidore           | Toronto FC                           | 2B         |
| Semaine 2  | David Villa             | New York City FC                     | 1B 1P      |
| Semaine 3  | Bradley Wright-Phillips | Red Bulls de New York                | 1B 1P      |
| Semaine 4  | Kelyn Rowe              | Revolution de la Nouvelle-Angleterre | 2B         |
| Semaine 5  | Shaun Maloney           | Fire de Chicago                      | 1B, 1P     |
| Semaine 6  | Jaime Penedo            | Galaxy de Los Angeles                | CS, 10A    |
| Semaine 7  | Fabián Castillo         | FC Dallas                            | 2B         |
| Semaine 8  | Ethan Finlay            | Crew SC de Columbus                  | 2B, 1P     |
| Semaine 9  | Obafemi Martins         | Sounders FC de Seattle               | 2B         |
| Semaine 10 | Bradley Wright-Phillips | Red Bulls de New York                | 2B         |
| Semaine 11 | Chad Barrett            | Sounders FC de Seattle               | 2B         |
| Semaine 12 | Kei Kamara              | Crew SC de Columbus                  | 2B         |
| Semaine 13 | Sebastian Giovinco      | Toronto FC                           | 2P         |
| Semaine 14 | Sebastian Giovinco      | Toronto FC                           | 2B dont BV |
| Semaine 15 | David Villa             | New York City FC                     | 1B 1P      |
| Semaine 16 | Gyasi Zardes            | Galaxy de Los Angeles                | 1B, 2P     |
| Semaine 17 | Fanendo Adi             | Timbers de Portland                  | 2B         |
| Semaine 18 | Robbie Keane            | Galaxy de Los Angeles                | 3B         |
| Semaine 19 | Sebastian Giovinco      | Toronto FC                           | 3B, 1P     |
| Semaine 20 | Robbie Keane            | Galaxy de Los Angeles                | 3B         |
| Semaine 21 | Cyle Larin              | Orlando City SC                      | 3B         |
| Semaine 22 | Pa Modou Kah            | Whitecaps de Vancouver               | 2B         |
| Semaine 23 | Kei Kamara              | Crew SC de Columbus                  | 2B dont BV |
| Semaine 24 | Paulo Nagamura          | Sporting de Kansas City              | 2B dont BV |
| Semaine 25 | Robbie Keane            | Galaxy de Los Angeles                | 2B 1P      |
| Semaine 26 | Bradley Wright-Phillips | Red Bulls de New York                | 2B 1P      |
| Semaine 27 | Didier Drogba           | Impact de Montréal                   | 3B dont BV |
| Semaine 28 | Kei Kamara              | Crew SC de Columbus                  | 2B         |
| Semaine 29 | Benny Feilhaber         | Sporting de Kansas City              | 2B         |
| Semaine 30 | Didier Drogba           | Impact de Montréal                   | 2B         |
| Semaine 31 | Tim Melia               | Sporting de Kansas City              | 6A, CS     |
| Semaine 33 | Fanendo Adi             | Timbers de Portland                  | 2B         |
| Semaine 34 | Darlington Nagbe        | Timbers de Portland                  | 2B 1P      |

B=Buts; BV=But Vainqueur; CS=Clean sheet; A=Arrêt; P=Passe; PV=Passe Vainqueur

#### But de la semaine
Source : MLS Goal of the Week 2015
Il n'y a pas de but de la semaine en semaine 32.
| Semaine    | Joueur                  | Équipe                               |
| ---------- | ----------------------- | ------------------------------------ |
| Semaine 1  | Clint Dempsey           | Sounders FC de Seattle               |
| Semaine 2  | Innocent Emeghara       | Earthquakes de San José              |
| Semaine 3  | Octavio Rivero          | Whitecaps de Vancouver               |
| Semaine 4  | Jack McInerney          | Impact de Montréal                   |
| Semaine 5  | Javier Morales          | Real Salt Lake                       |
| Semaine 6  | Dillon Serna            | Rapids du Colorado                   |
| Semaine 7  | Obafemi Martins         | Sounders FC de Seattle               |
| Semaine 8  | Benny Feilhaber         | Sporting de Kansas City              |
| Semaine 9  | Obafemi Martins         | Sounders FC de Seattle               |
| Semaine 10 | Diego Valeri            | Timbers de Portland                  |
| Semaine 11 | Devon Sandoval          | Real Salt Lake                       |
| Semaine 12 | Dom Dwyer               | Sporting de Kansas City              |
| Semaine 13 | Marco Pappa             | Sounders FC de Seattle               |
| Semaine 14 | Thomas McNamara         | New York City FC                     |
| Semaine 15 | Diego Fagúndez          | Revolution de la Nouvelle-Angleterre |
| Semaine 16 | Matías Pérez García     | Earthquakes de San José              |
| Semaine 17 | Olmes García            | Real Salt Lake                       |
| Semaine 18 | Tyrone Mears            | Sounders FC de Seattle               |
| Semaine 19 | Marco Donadel           | Impact de Montréal                   |
| Semaine 20 | Javier Morales          | Real Salt Lake                       |
| Semaine 21 | Benny Feilhaber         | Sporting de Kansas City              |
| Semaine 22 | Taylor Kemp             | D.C. United                          |
| Semaine 23 | Sebastian Giovinco      | Toronto FC                           |
| Semaine 24 | Obafemi Martins         | Sounders FC de Seattle               |
| Semaine 25 | Cristian Techera        | Whitecaps de Vancouver               |
| Semaine 26 | Bradley Wright-Phillips | Red Bulls de New York                |
| Semaine 27 | Didier Drogba           | Impact de Montréal                   |
| Semaine 28 | Krisztián Németh        | Sporting de Kansas City              |
| Semaine 29 | Gonzalo Pineda          | Sounders FC de Seattle               |
| Semaine 30 | Didier Drogba           | Impact de Montréal                   |
| Semaine 31 | Krisztián Németh        | Sporting de Kansas City              |
| Semaine 33 | Ignacio Piatti          | Impact de Montréal                   |
| Semaine 34 | Darlington Nagbe        | Timbers de Portland                  |

#### Arrêt de la semaine
Source : MLS Save of the Week 2015
Il n'y a pas d'arrêt de la semaine en semaine 32.
| Semaine    | Joueur               | Équipe                 |
| ---------- | -------------------- | ---------------------- |
| Semaine 1  | Nick Rimando         | Real Salt Lake         |
| Semaine 2  | Tyler Deric          | Dynamo de Houston      |
| Semaine 3  | Tyler Deric          | Dynamo de Houston      |
| Semaine 4  | Tyler Deric          | Dynamo de Houston      |
| Semaine 5  | Brek Shea            | Orlando City SC        |
| Semaine 6  | Nick Rimando         | Real Salt Lake         |
| Semaine 7  | Adam Larsen Kwarasey | Timbers de Portland    |
| Semaine 8  | Jeff Attinella       | Real Salt Lake         |
| Semaine 9  | Stefan Frei          | Sounders FC de Seattle |
| Semaine 10 | David Ousted         | Whitecaps de Vancouver |
| Semaine 11 | Steve Clark          | Crew SC de Columbus    |
| Semaine 12 | Evan Bush            | Impact de Montréal     |
| Semaine 13 | Stefan Frei          | Sounders FC de Seattle |
| Semaine 14 | Andrew Dykstra       | D.C. United            |
| Semaine 15 | Stefan Frei          | Sounders FC de Seattle |
| Semaine 16 | David Ousted         | Whitecaps de Vancouver |
| Semaine 17 | David Ousted         | Whitecaps de Vancouver |
| Semaine 18 | David Ousted         | Whitecaps de Vancouver |
| Semaine 19 | Evan Bush            | Impact de Montréal     |
| Semaine 20 | Tyler Deric          | Dynamo de Houston      |
| Semaine 21 | Jeff Attinella       | Real Salt Lake         |
| Semaine 22 | Jeff Attinella       | Real Salt Lake         |
| Semaine 23 | Luis Robles          | Red Bulls de New York  |
| Semaine 24 | Adam Larsen Kwarasey | Timbers de Portland    |
| Semaine 25 | Stefan Frei          | Sounders FC de Seattle |
| Semaine 26 | Stefan Frei          | Sounders FC de Seattle |
| Semaine 27 | Stefan Frei          | Sounders FC de Seattle |
| Semaine 28 | Nick Rimando         | Real Salt Lake         |
| Semaine 29 | Luis Robles          | Red Bulls de New York  |
| Semaine 30 | Nick Rimando         | Real Salt Lake         |
| Semaine 31 | Luis Robles          | Red Bulls de New York  |
| Semaine 33 | Luis Robles          | Red Bulls de New York  |
| Semaine 34 | Evan Bush            | Impact de Montréal     |

## Bilan
| Major League Soccer 2015                                       |                                 |
| Champion                                                       | Timbers de Portland (1er titre) |
| Dauphin                                                        | Crew SC de Columbus             |
| Séries (demi-finales de conférence)                            | Red Bulls de New York           |
| Séries (demi-finales de conférence)                            | FC Dallas                       |
| Séries (demi-finales de conférence)                            | Whitecaps de Vancouver          |
| Séries (demi-finales de conférence)                            | Crew SC de Columbus             |
| Séries (demi-finales de conférence)                            | Timbers de Portland             |
| Séries (demi-finales de conférence)                            | Impact de Montréal              |
| Séries (demi-finales de conférence)                            | Sounders FC de Seattle          |
| Séries (demi-finales de conférence)                            | D.C. United                     |
| Coupes et trophées                                             |                                 |
| Vainqueur de la Coupe des États-Unis 2015                      | Sporting de Kansas City         |
| Qualifications continentales                                   |                                 |
| Ligue des champions de la CONCACAF 2016-2017 (phase de groupe) | Red Bulls de New York           |
| Ligue des champions de la CONCACAF 2016-2017 (phase de groupe) | FC Dallas                       |
| Ligue des champions de la CONCACAF 2016-2017 (phase de groupe) | Sporting de Kansas City         |
| Ligue des champions de la CONCACAF 2016-2017 (phase de groupe) | Timbers de Portland             |